# Journal sous la Révolution
Le Journal sous la Révolution joue un rôle essentiel. Il profite de la liberté totale de la presse décrétée par l'Assemblée constituante. Celle-ci connaîtra des aléas, jusqu'à sa limitation à partir de 1794. Le Catalogue de Gérard Walter publié en 1943, liste 1 350 journaux ont été publiés entre 1789 et 1800.